# Bolitoglossa yariguiensis
Espèce
Bolitoglossa yariguiensis est une espèce d'urodèles de la famille des Plethodontidae, endémique de la Colombie.

## Répartition
Cette espèce est endémique de la Serranía de los Yariguíes en Colombie.

## Étymologie
Son nom d'espèce, yariguiensis, lui a été donné en référence à l'ethnie yariguie (es) qui habitait auparavant la serranía.